# Кларенс Менинг
Кларенс Огастус Менинг (енгл. Clarence Augustus Manning; 1. април 1893 — , 4. октобар 1972) био је амерички слависта. Радио је 43 године на Универзитету Колумбија у Њујорку. Објавио је више научних радова о словенским језицима, земљама и људима, као и преводе значајних словенских књижевних дела.
Дипломирао је на Универзитету Колумбија 1912. а положио за мастера 1913. Током Другог светског рата радио је у обавештајној служби у одељењу за преводе Војног обавештајног одсека, у чину наредника. Године 1915. постао је доктор наука, 1917. предавач словенских језика а 1921. и инструктор.
Године 1922, у одсуству Џона Дајнелија Принса, руководио је Одсеком за словенске језике, а касније те године провео је три месеца путујући Источном Европом у посети словенским земљама и Грчкој.
Године 1924. постао је помоћни професор, 1935. помоћни професор за европске језике а 1947. за словенске језике. Године 1948. додељен му је почасни докторат Украјинског универзитета у Минхену. Такође је био члан Школе за словенске студије, Шевченковог научног друштва и Словенског института у Прагу.
Године 1952. постао је помоћни професор за словенске језике. Пензионисао се 1958, али је наставио са објављивањем све до смрти 1972. Био је ожењен са Луиз Маршал и имао је једну ћерку, Алис Вејл.